# Wasserschloss Gallspach

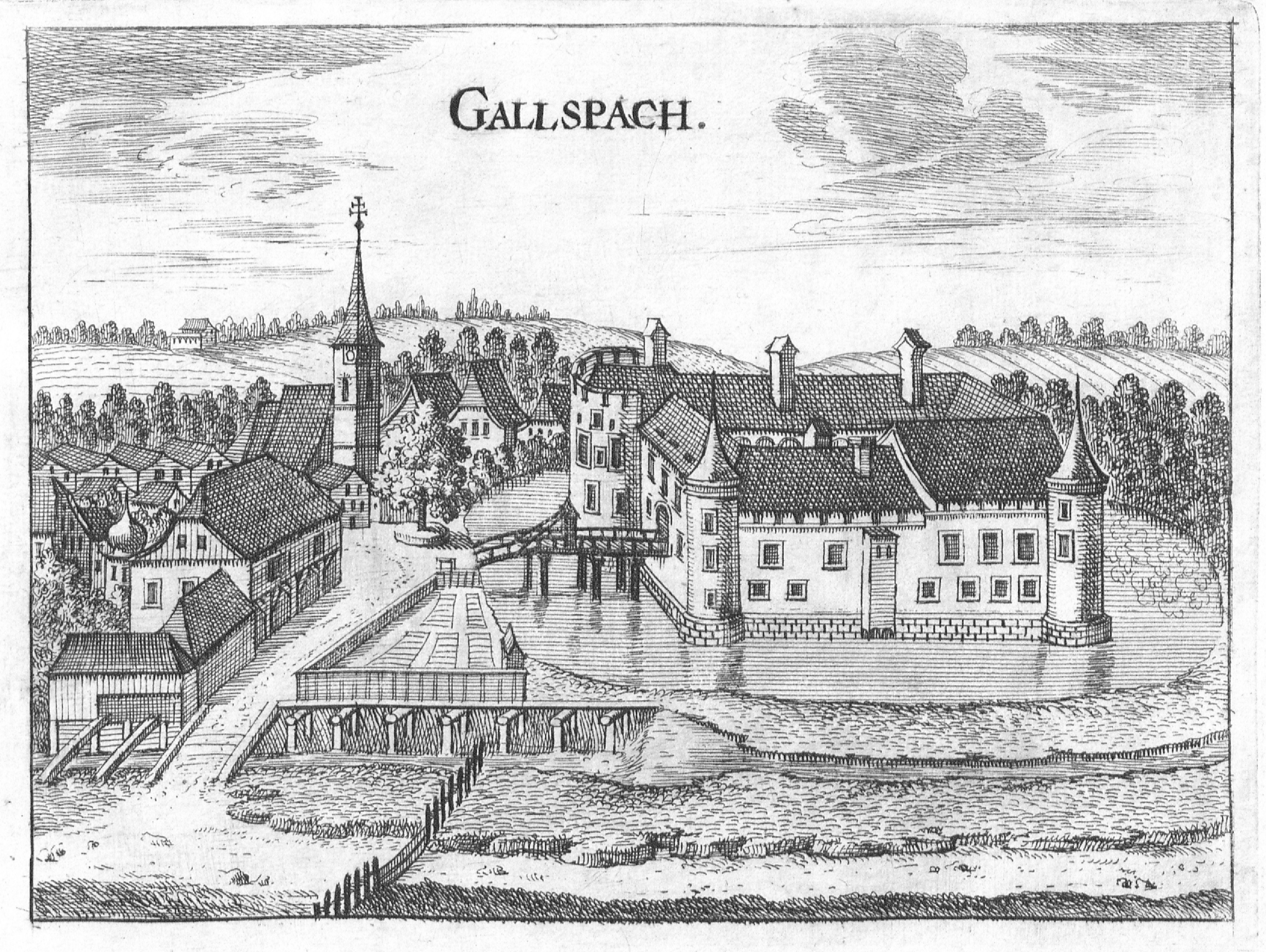
Schloss Gallspach nach einem Stich von Georg Matthäus Vischer von 1674

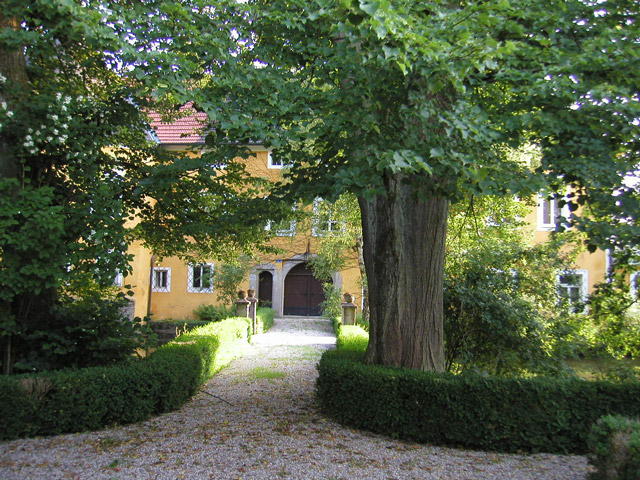
Schloss Gallspach

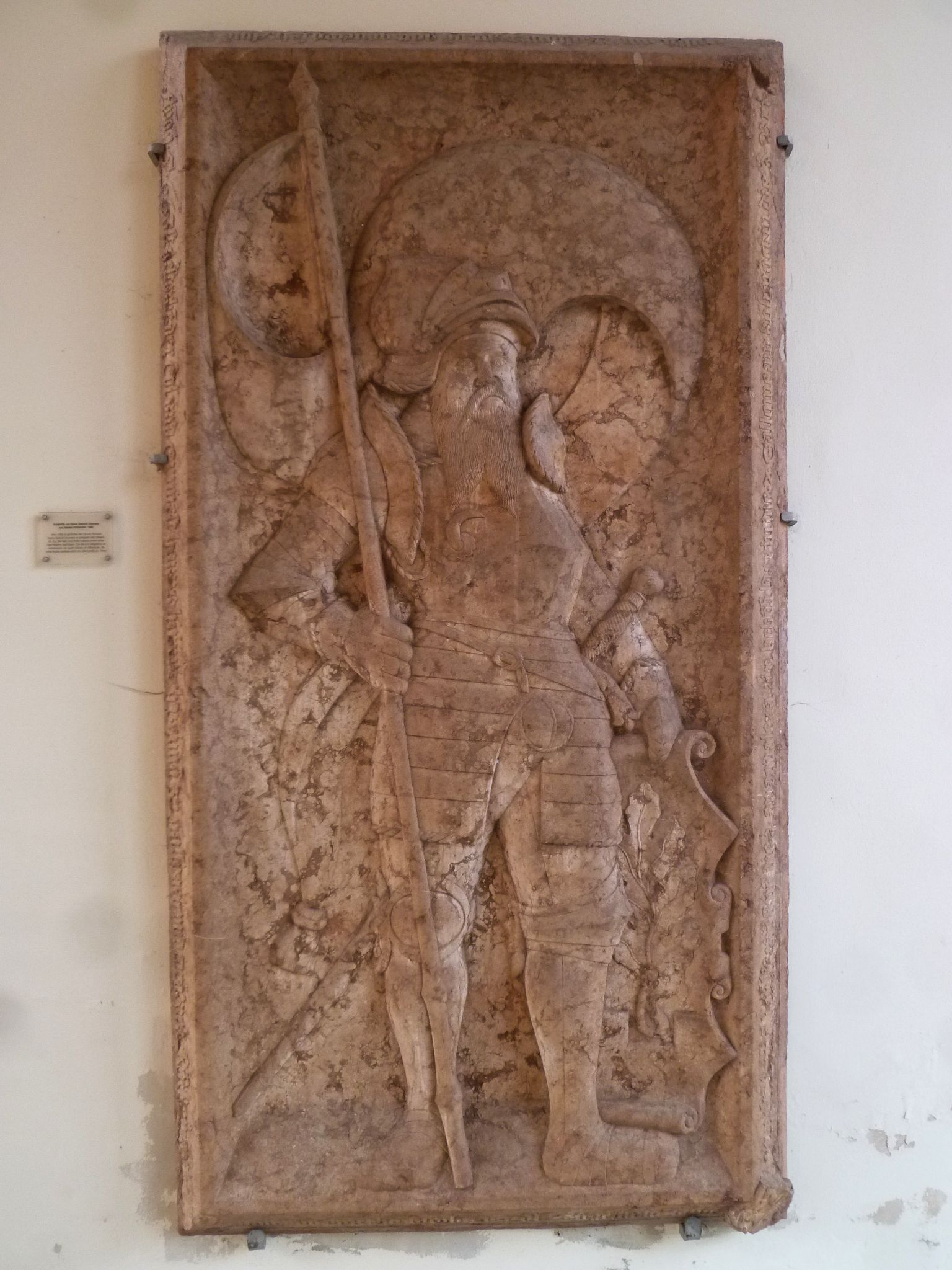
Epitaph des Hanns Hainrich Geumann von 1566 an der Pfarrkirche Gallspach

Das Wasserschloss Gallspach steht am Hauptplatz 1 in der Marktgemeinde Gallspach im Bezirk Grieskirchen in Oberösterreich. Das Schloss steht unter Denkmalschutz (Listeneintrag).

## Geschichte
Der Edelsitz ist urkundlich erstmals 1120 (1111) erwähnt. Gallspach ist nach dem gleichnamigen Geschlecht der Gallspacher benannt; die Gallspacher (Gailispacher) waren Dienstleute der Schaunberger. Bereits um 1100 zeugte ein Sigeboto de Gailispach auf einer Urkunde des Klosters St. Nikola, um 1120 wird Reginhart de Gailesbach ebenfalls auf einer Urkunde von St. Nikola genannt. Ein Heinrich von Gallspach wird um 1250, Hans Gailispegh wird als Schaunberger Lehensmann zwischen 1376 und 1378 erwähnt. Die Gallspacher sind danach auf Schloss Haitzing ansässig gewesen. 1343 wird sowohl ein Haus als auch eine Veste Gallspach erwähnt.
1343–1354 war Eberhard V. von Walsee Besitzer von Gallspach. 1354 verkaufte er die Burg an Heinrich Geumann (Geymann, Gewman), behielt sich aber das Lehensrecht vor. So wurde 1461 dem Stephan II. Geumann († 1473) und seinem Bruder Bartholomäus die Herrschaft Gallspach verliehen. 1479 verleiht Reinprecht V. von Walsee Gallspach an Christoph II. Geumann mit Schloss und Kirchlehen.

„Anno 1566 ist gestorben der Edl und Ehrnvest Hanns Hainrich Geymann zu Gallspach und Trätneck. Kö. Kay. Mt. Rath und rhuhet hiesamt seinen dreien tugendhaften Hausfrauen. Dye erste Magtalena ain Hehenfelderin, die zweite Salome ain Kölnpöckin, die dritte Brigitta ain Wallomitzin den Gott gnedig sei, Amen.“

Nach dem Aussterben der Wallseer wurde Gallspach direkt vom Landesherren verliehen. Unter der Regierung Kaiser Friedrichs III. werden Hans, Tristram und Balthasar Geymann 1492 mit Gallspach belehnt. König Maximilian I. verleiht 1496 Schloss und Herrschaft Gallspach erneut dem Hans Geymann, Pfleger zu Lankowitz für sich und seine beiden Vettern Balthasar und Tristram. 1502 teilten die beiden Cousins ihr Erbe, Balthasar erhielt Gallspach mitsamt dem Markt und Tristram Tratteneck. Die Familie Geumann blieb bis zur Gegenreformation im Besitz von Gallspach. Da sie Protestanten waren, mussten sie auswandern und Gallspach wurde 1633 an Christoph Weiß von Würting verkauft. 1638 verkauften die Gerhaben von Christoph Ludwig Weiß Gallspach an Tobias Prodlvischer von Waldberg († 1670); Prodlvischer befreite Gallspach durch eine Zahlung von 211 fl. von der landesfürstlichen Lehenschaft. Seine Witwe Johanna, Herrin von Hofeck (Hofegg) vermachte 1685 Gallspach ihrem Bruder Veit Spindler.
Mehrere Verkäufe charakterisieren die Besitzverhältnisse in den nächsten Jahren. Freiherr Dr. Augustin von Erhardt war 1688–1695 Eigentümer, auf diesen folgte 1695–1706 seine Tochter Maria Theresia von Erhardt, verehelicht mit dem Grafen Ehrgott von Kueffstein. Aus dieser Familie war von 1706 bis 1708 Ehrgott von Kueffstein der Besitzer, auf ihn folgte 1708–1709 Liebgott von Kueffstein nach. 1709 kam Gallspach an die Hohenecker/Hohenegger, wobei Johann Georg Adam von Hoheneck es einem Fideikommiss (dazu gehörten auch die Herrschaften Schlüßlberg und  Trattenegg) einverleibte. Der letzte männliche Spross der Hohenecker war Johann Georg Achaz Graf Hoheneck († 1796). Gallspach fiel 1796 an die Familie Imsland (Maria Anna Freiin von Imsland war eine geborene Gräfin Hoheneck). Weitere Eigentümer waren 1871–1880 Maria von Spieß (geb. von Imsland), 1880–1901 Franz Brodböck, 1901–1908 Georg und Elise Schienerl und 1908–1912 Hugo Seyrl. Durch diese Verkäufe wurde der Gutsbestand schrittweise vermindert.
Seit 1912 ist Schloss Gallspach im Besitz der Familie Zeileis. Valentin Zeileis († 1939) verlegte 1920 sein Laboratorium von Wien hierher und richtete sich daneben eine Ordination ein. Da der Platz für die immer größer werdende Patientenschar trotz mehrmaliger Umbauten nicht mehr ausreichte, wurde 1929 hinter dem Schloss sein strahlenphysikalisches Institut von den Architekten Heinrich Schmid und Hermann Aichinger gebaut.

## Schloss Gallspach heute
Der derzeitige Bau wurde zwischen dem 16. und dem 18. Jahrhundert errichtet. In den Bauernkriegen traten Brandschäden am Schloss auf. Es ist eine zweigeschoßige und vierflügelige Anlage, die über eine Torhalle zu erreichen ist. Sie erinnert insgesamt an einen Vierkanthof. Von dem früheren Schloss ist noch ein aus dem Mauerverband herausspringender Rundturm erhalten sowie Laubengänge an zwei Seiten des Innenhofes. Der Haupteingang, ein Tor mit einer Schlupfpforte, ist dem Ortsplatz zugewendet. Der Weg führt über eine Brücke zu dem Eingang. Der hintere Hof beherbergte die ehemalige Brauerei, wobei eine Brücke das Schloss mit den Gebäuden des Brauhauses verbindet. Das Schloss ist von einem teichartigen Wassergraben und einem weiteren Teich umgeben.
Auf einem Nachbargrundstück ließ Valentin Zeileis das Zeileis-Kurinstitut nach Entwürfen von Heinrich Schmid und Hermann Aichinger errichten. Im Garten sind zwei von dem Wiener Bildhauer Josef Riedl 1930 gearbeitete Bronzestatuen (ein einen Fels Wälzender und ein einen Wasserkrug Leerender) 1975 zu Ehren des Institutsgründers aufgestellt worden.
Das Wasserschloss ist im Privatbesitz der Familie Zeileis und kann nur von außen besichtigt werden.

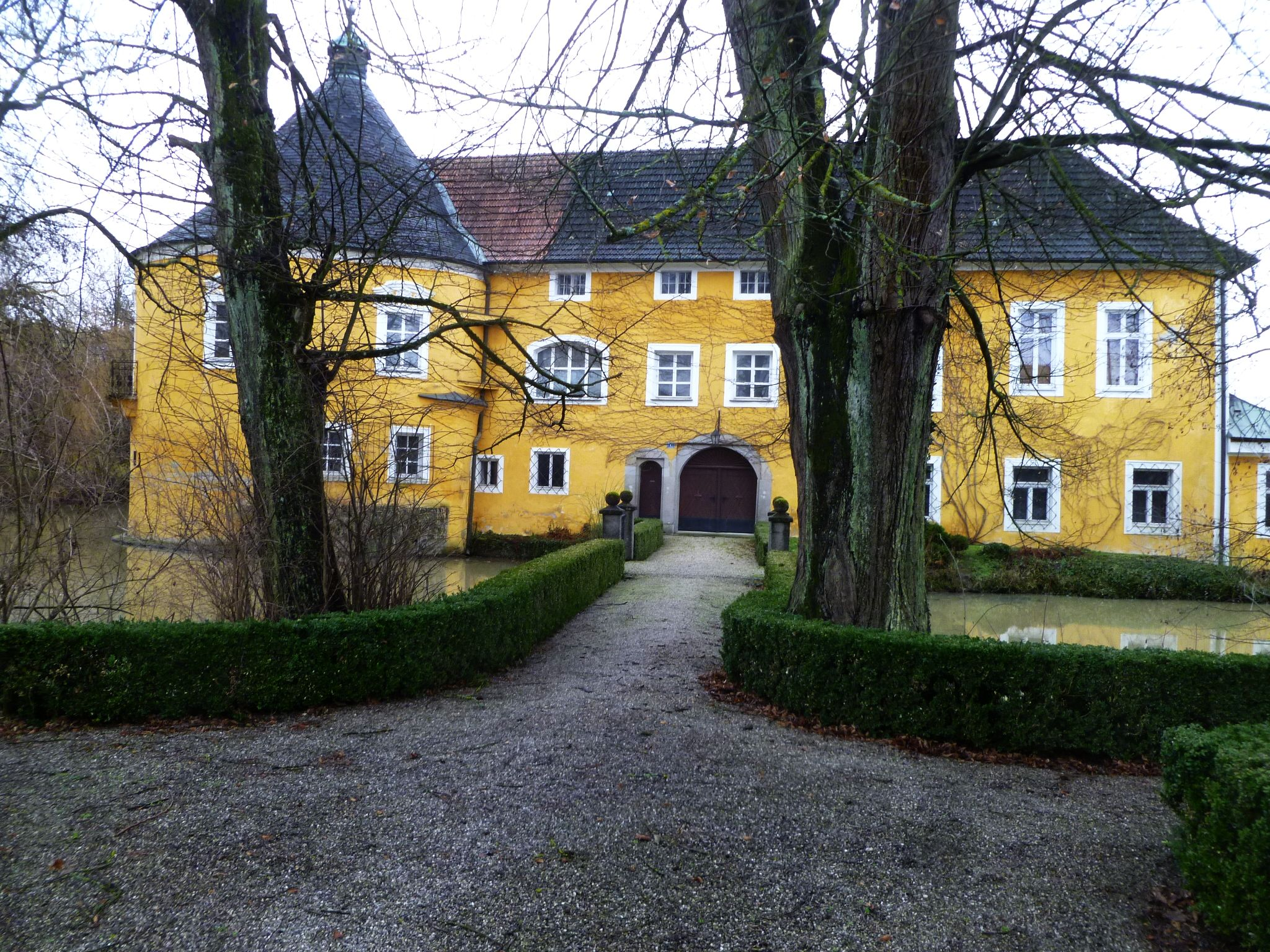
Schloss Gallspach
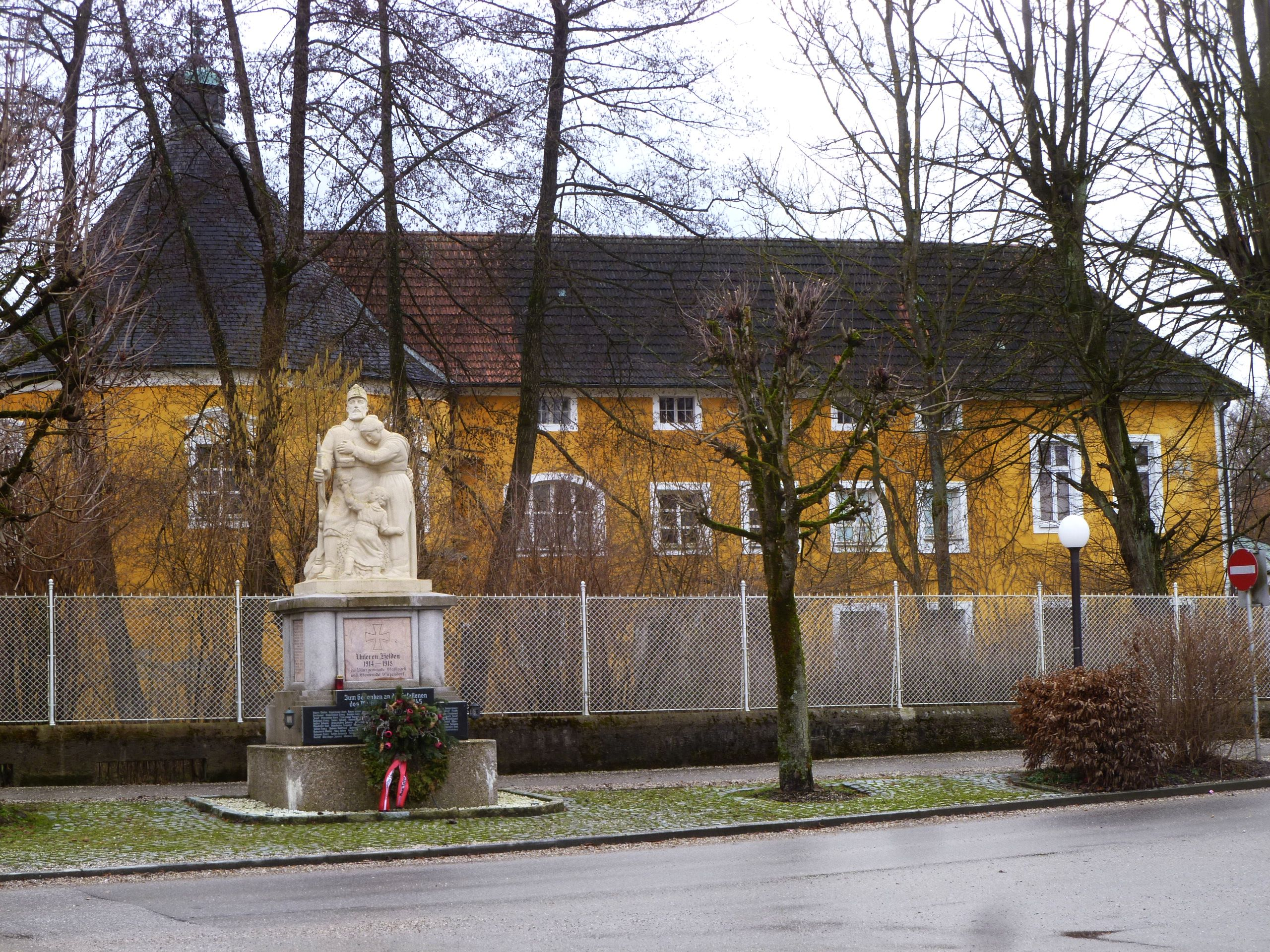
Seitenansicht des Schlosses
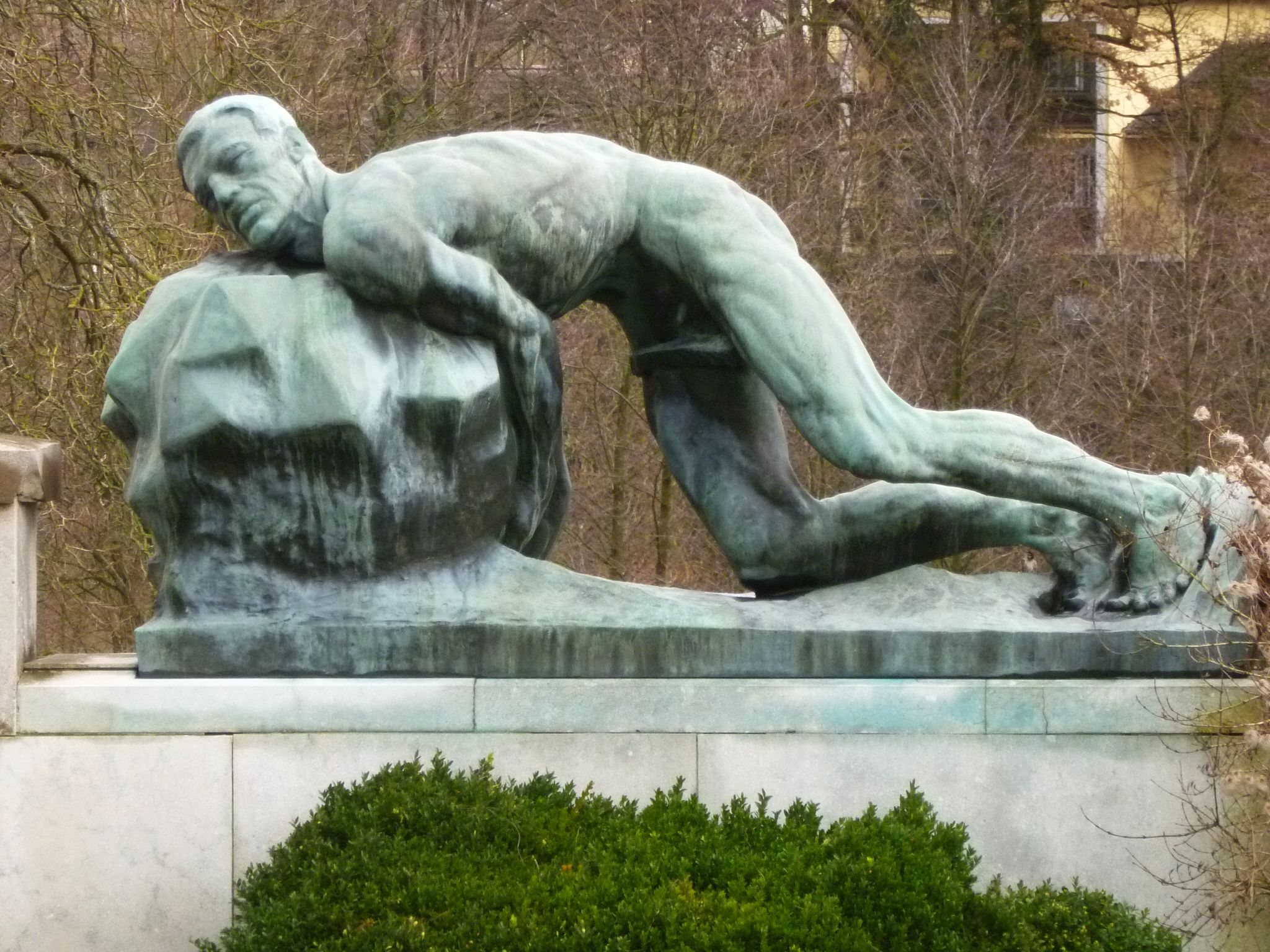
Bronzestatue von Josef Riedl 1930 „Einen Fels Wälzender“
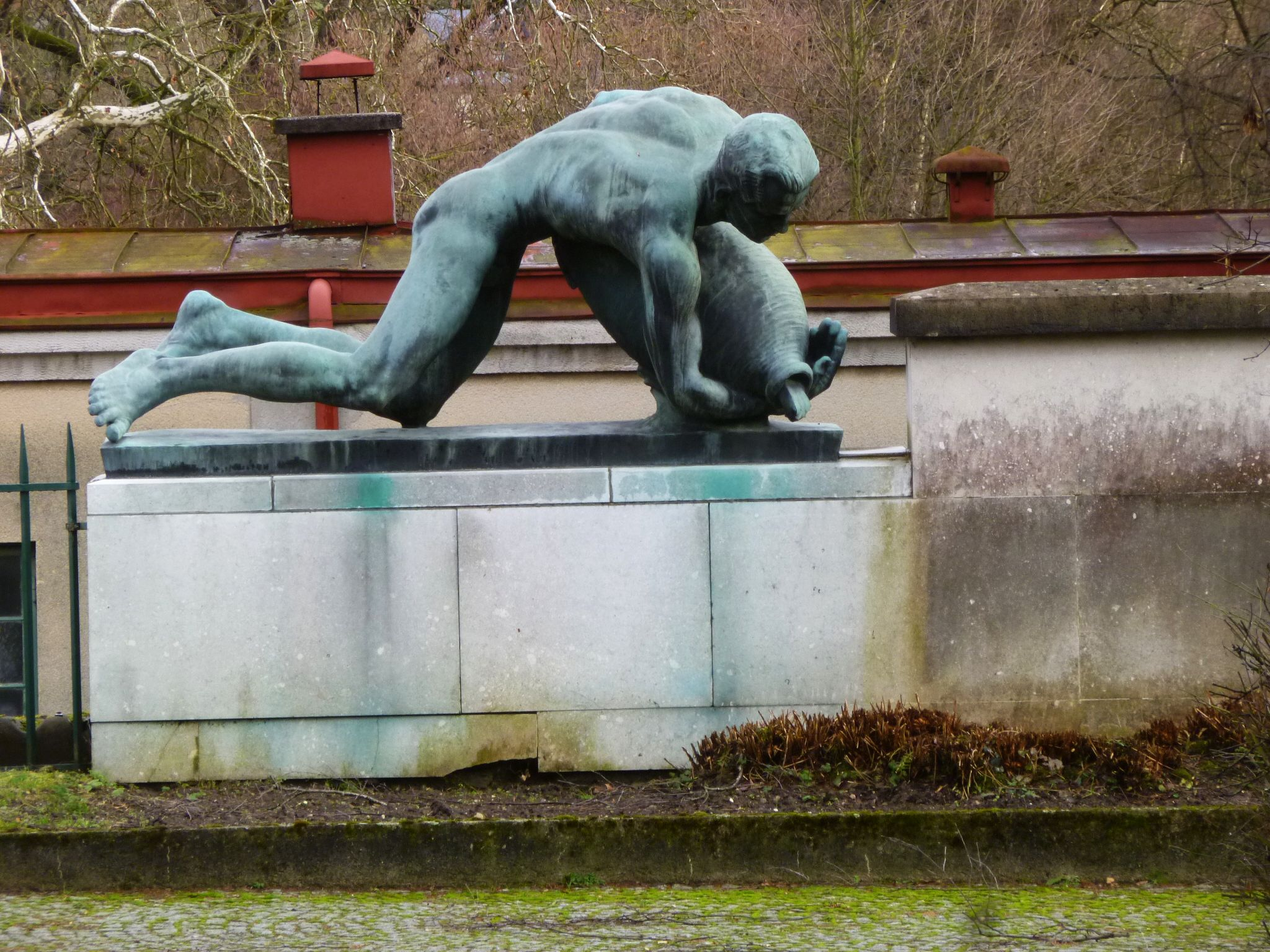
Bronzestatue von Josef Riedl 1930 „Einen Wasserkrug Leerender“